# Savoia-Marchetti SM.79

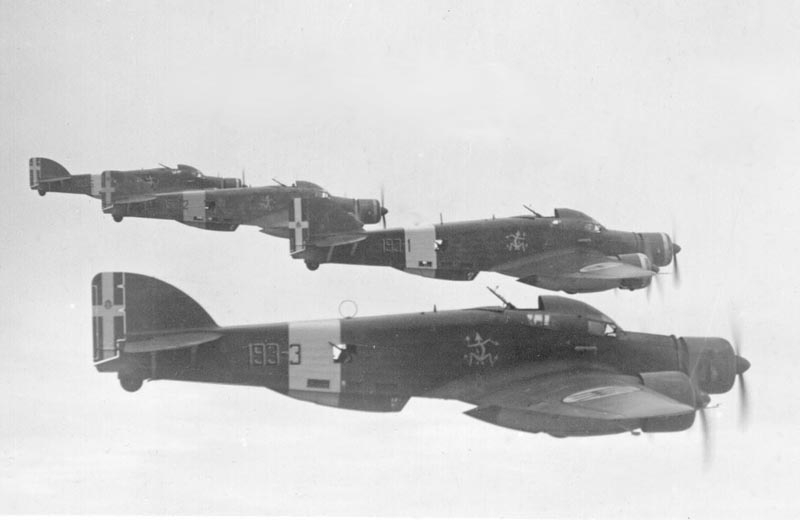
Sparviero's in formatie

De Savoia-Marchetti SM.79 Sparviero (Italiaans voor sperwer) was een driemotorige Italiaanse bommenwerper uit de Tweede Wereldoorlog. Aanvankelijk was dit toestel tussen de jaren 1937-1939 ontworpen als passagiersvliegtuig en als een snel postvliegtuig voor de Italiaanse koloniën in Noord-Afrika en Oost-Afrika. In die periode was de Sparviero een van de snelste vliegtuigen ter wereld en zette 26 wereldrecords voor snelheid.
De Sparviero kwam voor het eerst in actie tijdens de Spaanse Burgeroorlog en later, tijdens de Tweede Wereldoorlog, werd het toestel aan alle fronten ingezet waar Italië aanwezig was. Het beste kwam dit toestel tot zijn recht in het Middellandse Zeegebied, waar het ingezet werd als torpedobommenwerper. In die hoedanigheid heeft de Sparviero veel succes geboekt tegen Geallieerde schepen.
De Sparviero is bekend geworden vanwege zijn elegante bouw. Ook was het toestel geliefd bij haar bemanning. Al met al zijn er zo'n 1300 Sparviero's gebouwd. Het toestel bleef tot in 1952 actief in Italië.

## Ontwikkeling
Het project voor de SM.79 begon in 1934. Het idee was om een snel transportvliegtuig te maken dat ook plaats bood aan acht passagiers. Ook zou het in staat moeten zijn om aan luchtraces deel te kunnen nemen. De piloot Adriano Bacula vloog het eerste prototype op 28 september 1934. Aanvankelijk zou het toestel drie Isotta-Fraschini Asso XI Ri motoren van 800pk krijgen maar later werd toch besloten om minder krachtige motoren te plaatsen, namelijk de Piaggio P.IX RC.40 Stella die elk 590 pk hadden.
Het prototype kwam te laat om aan de London-Melbourne luchtrace mee te kunnen doen maar vloog van Milaan naar Rome in slechts één uur en tien minuten met een gemiddelde snelheid van 410 km/h. Later, op 2 augustus 1935, zette het prototype een record door van Rome naar Massaua in Italiaans-Eritrea te vliegen in 12 uur tijd (weliswaar met een tankstop in Caïro). Tijdens de Tweede Wereldoorlog was dit vliegtuig een van de belangrijkste aanvalsvliegtuigen van de Italianen. Ook was dit toestel in voldoende mate beschikbaar. De officiële productie startte in oktober 1936 en eindigde in juni 1943 met een totaal van 1217 toestellen. Een deel werd ook onder licentie gebouwd in andere landen.

### Ontwerp en bewapening
Wanneer de Sparviero vol gas gaf tijdens het opstijgen, had het slechts 300 meter nodig om van de grond los te komen. Vervolgens was het toestel in staat om:
- in 3 minuten naar 1000 meter te stijgen (3280 ft)
- in 6 minuten en 30 seconden naar 2000 meter te stijgen (6650 ft)
- in 9 minuten en 34 seconden naar 3000 meter te stijgen (9840 ft)
- in 13 minuten en 2 seconden naar 4000 meter te stijgen (13120 ft)
- in 17 minuten en 43 seconden naar 5000 meter te stijgen (16400 ft)

De bommenwerperversie had tien brandstoftanks met een gezamenlijke inhoud van 3460 liter. Maximale actieradius was niet bevestigd. Maar om vanaf Libië de hoofdstad Addis Ababa van Italiaans Oost-Afrika te kunnen bereiken tijdens een nonstopvlucht, moest het toestel aangepast worden om meer brandstof te kunnen vervoeren om zodoende de meer dan 2000 km te kunnen overbruggen. De afstand die het kon afleggen met een vracht van 1000 kg lag tussen de 800 en 900 km.
De Sparviero presteerde goed. Vanwege de houten structuur van de romp was het licht genoeg om een tijdje te kunnen blijven drijven als het een noodlanding op zee moest maken. Dit gaf de bemanning voldoende tijd om zichzelf in veiligheid te brengen. Ook de motor, die voor de cockpit aanwezig was, gaf voldoende bescherming tegen vijandelijk afweergeschut.
Voor de torpedobommenwerper lag de effectieve afstand voor het loslaten van de torpedo tussen de 500 en 1000 meter voor het doelwit. Daarbij werd laag gevlogen om beter te kunnen mikken. Het nadeel was echter wel dat het vliegtuig dan vaak beschoten werd door alles was de tegenstander in huis had, van lichte wapens tot zware kanonnen.
De defensieve bewapening van de SM.79 bestond uit vier en later vijf machinegeweren. Elk machinegeweer (behalve die aan de voorkant) had 500 kogels. Hoewel de Sparviero halverwege de jaren 30 bekendstond als zwaarbewapend en zwaar bepantserd, was het toestel halverwege de Tweede Wereldoorlog kwetsbaar voor de moderne vliegtuigen die de Engelsen en Amerikanen hadden. Al tijdens de Spaanse Burgeroorlog kwam al aan het licht dat de Sparviero kwetsbaar kon zijn als het bepaalde jagers ontmoette.
De bommenwerperversie kon twee bommen van 500 kg of vijf van 250 kg, dan wel twaalf van 50 of 100 kg. Ook bestond er de mogelijkheid om honderden kleine clusterbommen te vervoeren. De bommenrichter had een 85° gezichtsveld, een Jozza-2 bommenrichtsysteem en verscheidene systemen om de bommen los te kunnen laten.
De torpedobommenwerper had de mogelijkheid om één torpedo van 876 kg mee te nemen. Deze had een lengte van 5,46 m en een springlading van 170 kg. De torpedo kon 3 kilometer afleggen met een snelheid van 74 km/u. De torpedo kon afgeworpen worden tussen de 40 en de 120 meter boven zeeniveau waarbij het vliegtuig tot 300 km/u kon vliegen. De enige reden dat bij de Regia Aeronautica alleen de Sparviero dienst deed als torpedobommenwerper was dat het erg moeilijk was om goede en effectieve torpedobommenwerpertechnieken te ontwerpen. Met andere Italiaanse vliegtuigen werd geëxperimenteerd met torpedo's, waaronder de Caproni Ca.314, maar dat leverde weinig resultaat op.

## Operationele geschiedenis

### Recordzetter
Hoewel Italië niet in staat was om de Schneider Trophy te winnen, wilde Mussolini toch doorzetten met het verbeteren van de Italiaanse luchtmacht, deels ook om zijn fascistische staat aan de wereld te promoten. Ondanks eerdere successen werden er nog een aantal Sparviero's aangepast om nieuwe wereldrecords te plaatsen. Op 23 september 1935 vloog een Sparviero, die beladen was met 2000 kg aan vracht, 2000 km met een gemiddelde snelheid van 389,61 km/u en brak daarmee meteen zes wereldrecords.
Later deden vijf SM.79CS's mee aan de luchtrace Parijs-Damascus-Istres waarbij drie toestellen de eerste drie plaatsen wonnen. De andere twee werden respectievelijk zesde en zevende. In 1938 werden er drie Sparviero's omgebouwd om de Atlantische Oceaan over te kunnen steken om Brazilië te kunnen bereiken. Ze stegen op op 24 januari en landden elf uur later in Dakar. Na bijgetankt te hebben stegen ze weer op om naar Rio de Janeiro te vliegen en kwamen daar om 22:45 lokale tijd aan op 25 januari. Eén toestel landde in Natal waar het bleef staan en later aan de Braziliaanse luchtmacht werd geschonken.

### Spaanse Burgeroorlog
De SM.79 kwam voor het eerst in actie in Spanje, tijdens de Spaanse Burgeroorlog. De Aviazione Legionaria, een eenheid die door Mussolini naar Spanje gestuurd werd om Franco te helpen, gebruikte de Sparviero's. Aan het einde van 1936 werden de Sparviero's operationeel ingezet boven Spanje in de 8° Stormo B.T. (Bombardamento Tattico) met Gruppi XXVII° en XXVIII° onder leiding van Tenente Colonnello Riccardo Seidl. Ze hadden hun basis op de Balearen en de eenheid droeg de naam Falchi delle Baleari (Balearische valken). Ze vlogen hoofdzakelijk over Catalonië en de belangrijkste steden in West-Spanje. Tijdens hun deelname zouden ze 2700 burgers hebben gedood en er meer dan 7000 hebben verwond. Vanaf het begin van de deelname aan de burgeroorlog tot aan het einde, hebben zeker 100 Sparviero's boven Spanje gevlogen en slechts vier zijn er verloren gegaan tijdens gevechtshandelingen. Doordat Italië flink wat ervaring had opgedaan tijdens het conflict, werd in oktober 1938 besloten dat de SM.79-II voortaan de ruggengraat van de bommenwerpers in de Tweede Wereldoorlog moest gaan vormen.

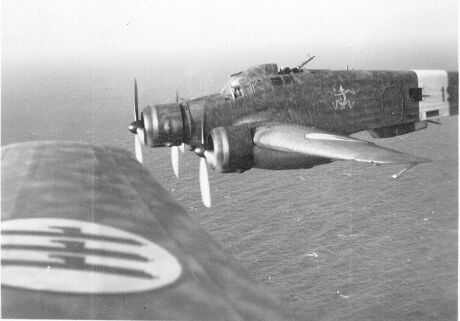
Sparviero's in formatie

### Joegoslavië
Nadat de Spaanse Burgeroorlog afgelopen was, stroomden positieve rapporten over het toestel naar Joegoslavië. Dit leidde tot het besluit om in 1938, 45 Sparviero's aan te schaffen van de variant SM.79-I. In Joegoslavië droegen ze de naam SM.79K. In 1939 werden ze geleverd maar helaas werden ze bijna allemaal vernietigd toen nazi-Duitsland Joegoslavië in 1941 binnenviel, hetzij door hun eigen bemanning hetzij door de Duitsers. Toch wisten de Joegoslavische Sparviero's wat successen te boeken tegen de Duitsers en Italianen.

### Roemenië
In 1937 bestelde de Roemeense overheid 24 tweemotorige SM.79B-bommenwerpers uitgerust met een 1000pk Gnome-Rhône Mistral Major 14K-motor. Deze vliegtuigen bleken niet krachtig genoeg te zijn en daarom besloot men in februari 1940 om acht vliegtuigen met twee Junkers Jumo 211-motoren van 1200 pk te bestellen. Ze werden geleverd in 1941-42. Nog 72 SM.79's werden in Roemenië onder licentie gebouwd door de Industria Aeronautică Română. Tijdens de oorlog leden deze vliegtuigen veel verliezen, omdat ze op lage hoogte werden ingezet als bommenwerper.

### Brazilië en Irak
Tweemotorige toestellen werden aan Brazilië en Irak verkocht, respectievelijk drie en vier toestellen.

### Regia Aeronautica
Bijna 600 SM-79-I en -II waren in dienst toen de Tweede Wereldoorlog uitbrak. Ze werden ingezet aan elk front waar de Italianen aanwezig waren. Begin 1936 was de 12° Stormo de eerste groep die uitgerust werd met de SM.79. Toen de Spaanse Burgeroorlog uitbrak, waren er slechts zes in staat om deel te nemen aan de strijd. Maar in 1937 waren dat er al 15. Toch werden ze ingezet in de strijd en werden er slechts weinig verliezen geleden. Ongeveer 19 van het totaal werden er vernietigd.
Het eerste treffen met vijandelijke vliegtuigen vond plaats op 11 oktober 1937 toen drie Sparviero's aangevallen werden door 12 Russische Polikarpov I-16s. Eén Sparviero werd beschadigd maar de boordschutters wisten verdere aanvallen te verijdelen. Alle bommenwerpers kwamen veilig op hun vliegveld aan. Eén toestel was 27 keer geraakt, vooral in de brandstoftanks. Andere aanvallen gedurende het conflict leverden voor de Sparviero's geen verliezen op.
Gedurende het conflict in Spanje kwamen er toch een aantal kinderziektes aan het licht. Zo waren er geen zuurstofmaskers aan boord die het mogelijk maakten om op grote hoogte te opereren. Ook bleek het toestel instabiel te zijn en ontstonden er flinke trillingen als men sneller dan 400 km/h vloog. Soms werden de problemen opgelost, maar vaak ook niet. Generaal Valle probeerde te bewijzen dat de Sparviero wel degelijk in staat was om nachtbombardementen uit te voeren. Hij steeg op vanaf Guidonia en bombardeerde Barcelona. De tocht duurde zes uur en 15 minuten. Het was hem niet alleen gelukt om in de nacht succesvol te zijn in de Sparviero maar liet ook zien dat het toestel 1000 km kon vliegen met een bommenlading van acht 100 kg bommen. Gedurende de rest van de burgeroorlog opereerden de Sparviero's vanaf de Balearen en later ook vanaf het vasteland van Spanje. Escorte had de Sparviero niet nodig. Andere vliegtuigen waren te langzaam.
Na de Spaanse Burgeroorlog gingen de 111° en 8° Stormo het toestel in gebruik nemen. Tegen het einde van 1939 waren er haast al 388 Sparviero's in dienst. De Sparviero werd ook met succes ingezet tijdens de Invasie van Albanië in de herfst van 1939.

### Malta
In juni 1940 verloor de Sparviero zijn reputatie als onkwetsbaar vliegtuig toen de Sparviero's boven Malta Gloster Gladiators en Hawker Hurricanes in de strijd ontmoetten. De eerste Sparviero boven Malta werd neergeschoten door twee Gloster Gladiators op 22 juni. Het toestel vloog in brand en stortte neer in zee. Slechts twee van de zes bemanningsleden overleefden de crash. Een andere Sparviero werd op 10 juli 1940 neergeschoten boven Malta. Deze Sparviero maakte deel uit van 20 Sparviero's van de 195a Squadriglia, 90° Gruppo, 30° Stormo Bombardamento Terrestre die op weg waren om havens op Malta te bombarderen. De bewuste Sparviero werd gevlogen door Sottotenente Felice Filippi en kwam brandend naar beneden. Niemand overleefde de crash.

### Andere plaatsen

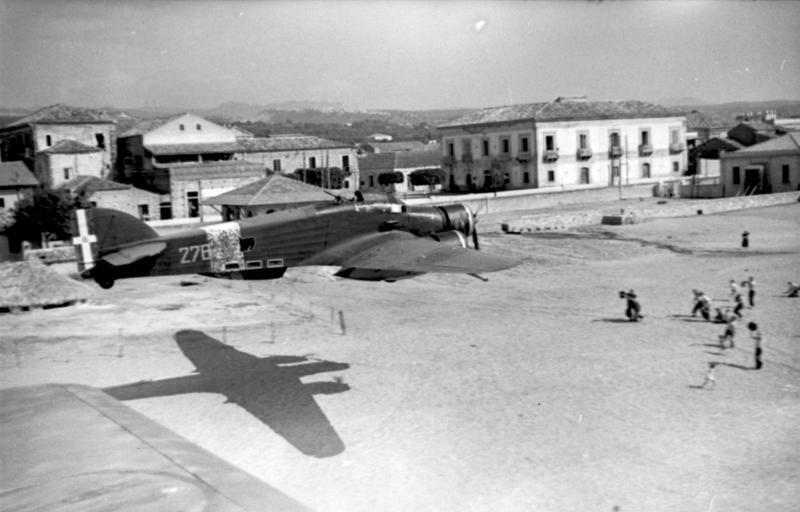
Sparviero's vliegen laag over een Noord-Afrikaanse stad, 1941

Een kleine groep Sparviero's opereerde in Ethiopië. In het westelijke gedeelte van Italiaans Oost-Afrika stond de 44° Gruppo paraat op zijn basis in Dire Dawa met in totaal 24 toestellen. Op 13 juni 1940 zagen de Sparviero's in dat gebied voor het eerst actie. Op die dag vielen negen Sparviero's van de 44° Gruppo Aden aan, dat in handen was van Engeland. Een aantal van deze vliegtuigen raakten tijdens de aanval beschadigd, toen ze aangevallen werden door Gloster Gladiators.
In Noord-Afrika hadden de Italianen ongeveer 100 SM.79's klaarstaan voor gebruik. Deze toestellen werden voornamelijk gebruikt voor het bombarderen van niet-strategische doelen in de woestijn.
Tijdens de gevechten in Noord-Afrika verloor de Regia Aeronautica veel van haar Sparviero's. Aanvallen van Engelse vliegtuigen waren zo hevig, dat aan het begin van 1941 er nog maar 40 Sparviero's operationeel waren. Aan het einde van 1941 was er slechts één Squadriglia operationeel. In de Tweede Slag bij El Alamein voerden de Sparviero's slechts defensieve taken uit, onder andere het opzoeken en bombarderen van SAS-eenheden in de woestijn.
In de herfst van 1940 werden SM.79's ook ingezet in de strijd tegen Joegoslavië en Griekenland. Toch werden er in deze gebieden niet de gewenste resultaten behaald. De RAF bood hardnekkig weerstand en de weersomstandigheden waren niet optimaal. Boven het Middellands Zee gebied voerden de Sparviero's hoofdzakelijk verkenningsvluchten uit. Ook werden ze ingezet om schepen aan te vallen.